# フェムトメートル
フェムトメートル (femtometre) は、国際単位系の長さの単位で、10−15メートル (m) に等しい。
原子核の半径がこのオーダーであるため、核物理学などで使われる。
- 1 fm = 0.001 pm = 10−15 m
- 2.82 fm = 古典電子半径

アトメートル ≪ フェムトメートル ≪ ピコメートル

## フェルミとユカワ
核物理学では便利な単位であるため、1964年にSI接頭語フェムトが制定される前から、同じ長さに独自の名前をつけた単位が使われていた。
フェルミ (fermi) はエンリコ・フェルミにちなんだ単位で、1956年、ロバート・ホフスタッターが en:Reviews of Modern Physics 誌で導入した。なお、フェルミの単位記号の1つ fm はフェムトメートルの単位記号と同じである。ユカワ (yukawa) は湯川秀樹にちなんでいる。
いずれもSIには採用されず、現在ではフェムトメートル (fm) を使う。

## 符号位置
| 記号 | Unicode | JIS X 0213 | 文字参照          | 名称             |
| ---- | ------- | ---------- | ----------------- | ---------------- |
| ㎙   | U+3399  | -          | &#x3399; &#13209; | フェムトメートル |